# Maybach Zeppelin
Maybach Zeppelin — престижный автомобиль, выпускавшийся компанией Maybach с 1928 по 1934 года. Был назван в честь цеппелинов, двигатели для которых компания выпускала в довоенный период. Вес автомобиля был настолько велик, что немецким водителям приходилось получать лицензии на право вождения грузовиками массой более 2,5 тонн. Вместе с Voisin, и после Daimler Double Six это был второй роскошный автомобиль с V12.

## DS7
Версия DS7 (Doppel Sechs 7) имела 7-литровый V12 и производилась в период с 1929 по 1930 года. Первая модель называлась просто «Maybach 12», продажи автомобилей такого типа начались в 1928 году. В 1930 году изменённый DS7 получил шильдик «Zeppelin», находившийся на решётке радиатора между фонарями; и хотя автомобиль повсеместно называли Maybach Zeppelin, это название никогда не являлось официальным названием автомобиля.
Двигатель Карла Майбаха был длинноходным, коленчатый вал имел 8 подшипников, один из которых был позади остальных и поддерживал вал. Для снижения шума, они были сделаны из новотекста — пропитанного смолой волокнистого композита. Еще одной особенностью двигателя являлось использование четырех увеличенных болтов крышек подшипников на три подшипника.

## DS8
Вслед за DS7 в 1930 году вышел DS8. Он имел уже 8-литровый двигатель V-12,который был одним из мощнейших в те времена. В зависимости от типа кузова, автомобиль мог разгоняться до скорости 171 км/ч.

## Возрождение
Когда Maybach был возрождён как бренд DaimlerChrysler, старые автомобили Maybach, в том числе роскошный 8-литровый Zeppelin, были использованы как часть маркетингового хода, который стремился связать бренд с наследием оригинальной автомобильной компании. Возрождение классических имен привело к увеличению популярности хорошо восстановленных Maybach.

## Галерея

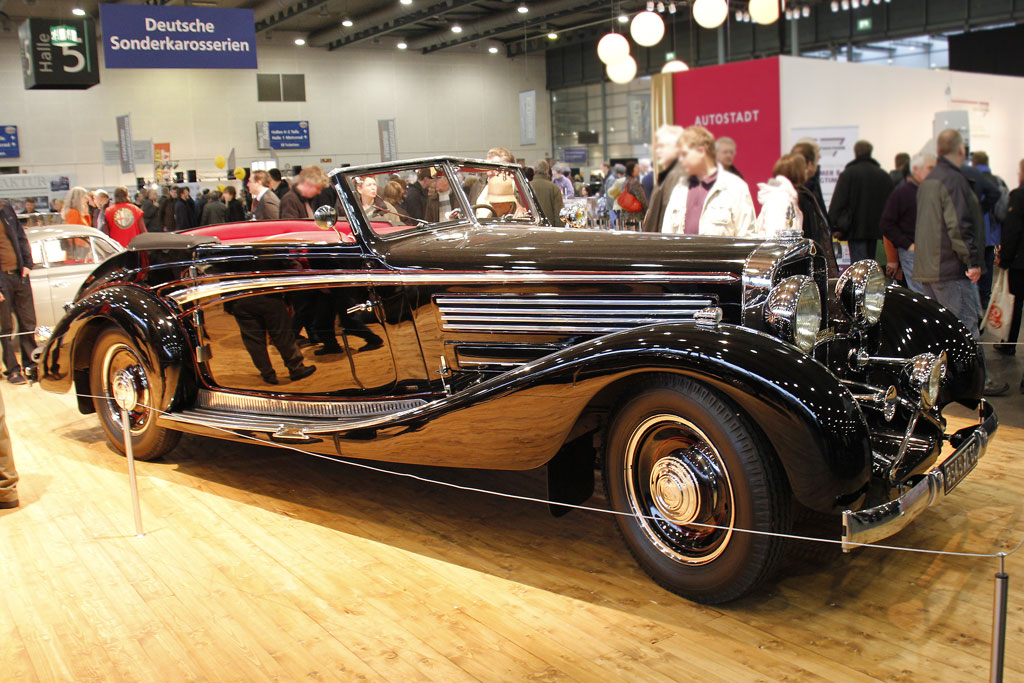
Кабриолет
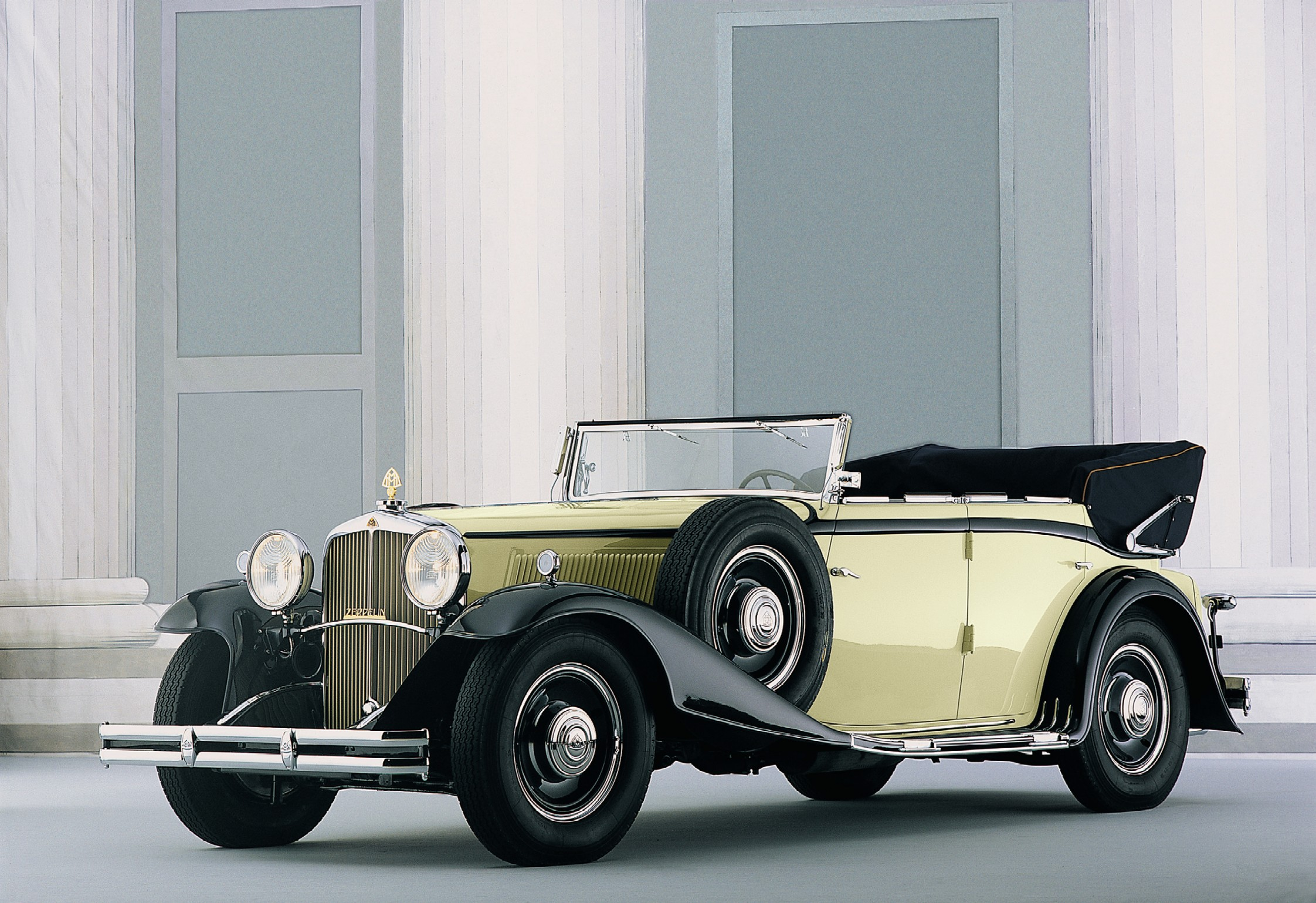
Фаэтон
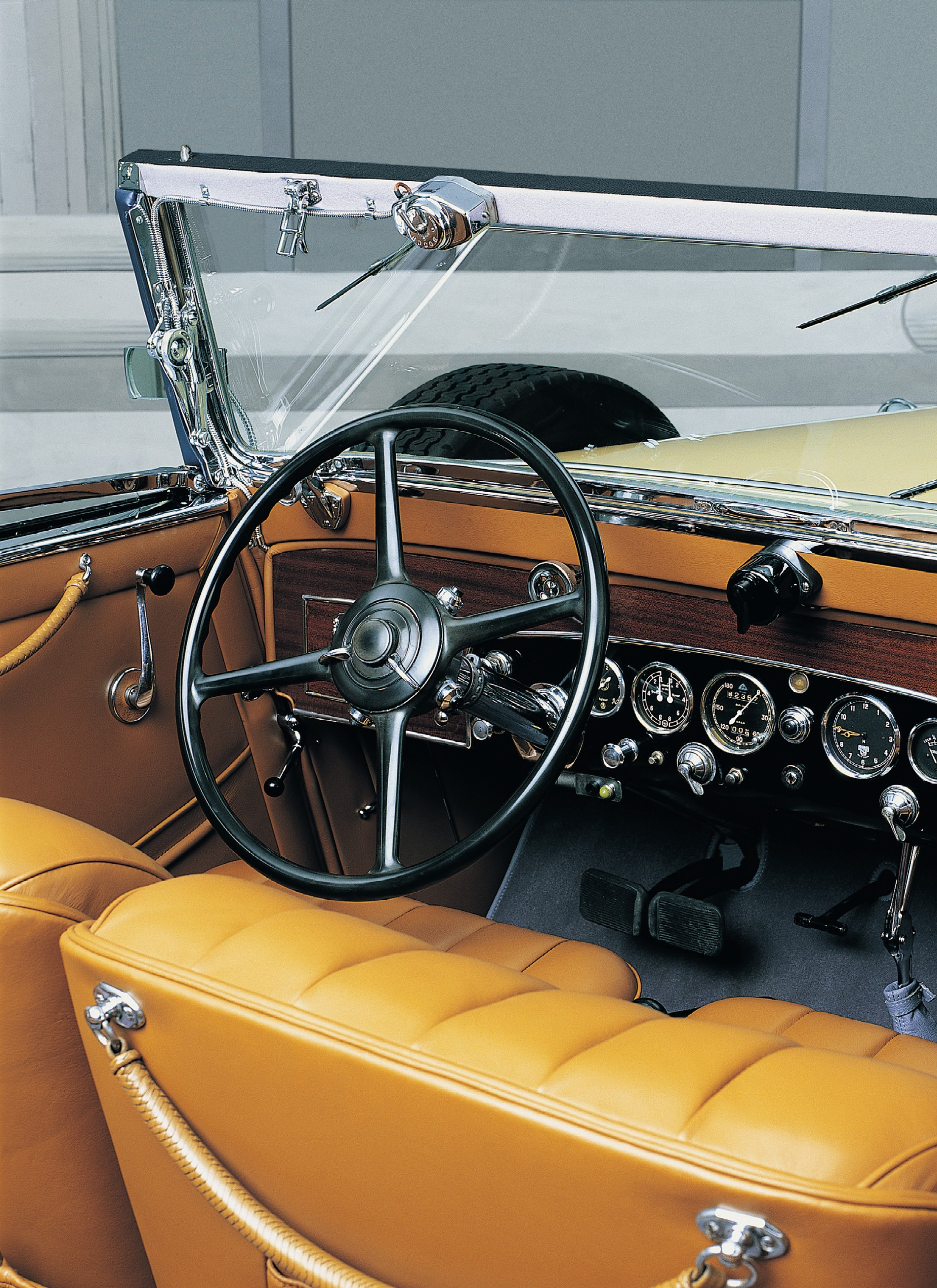
Интерьер
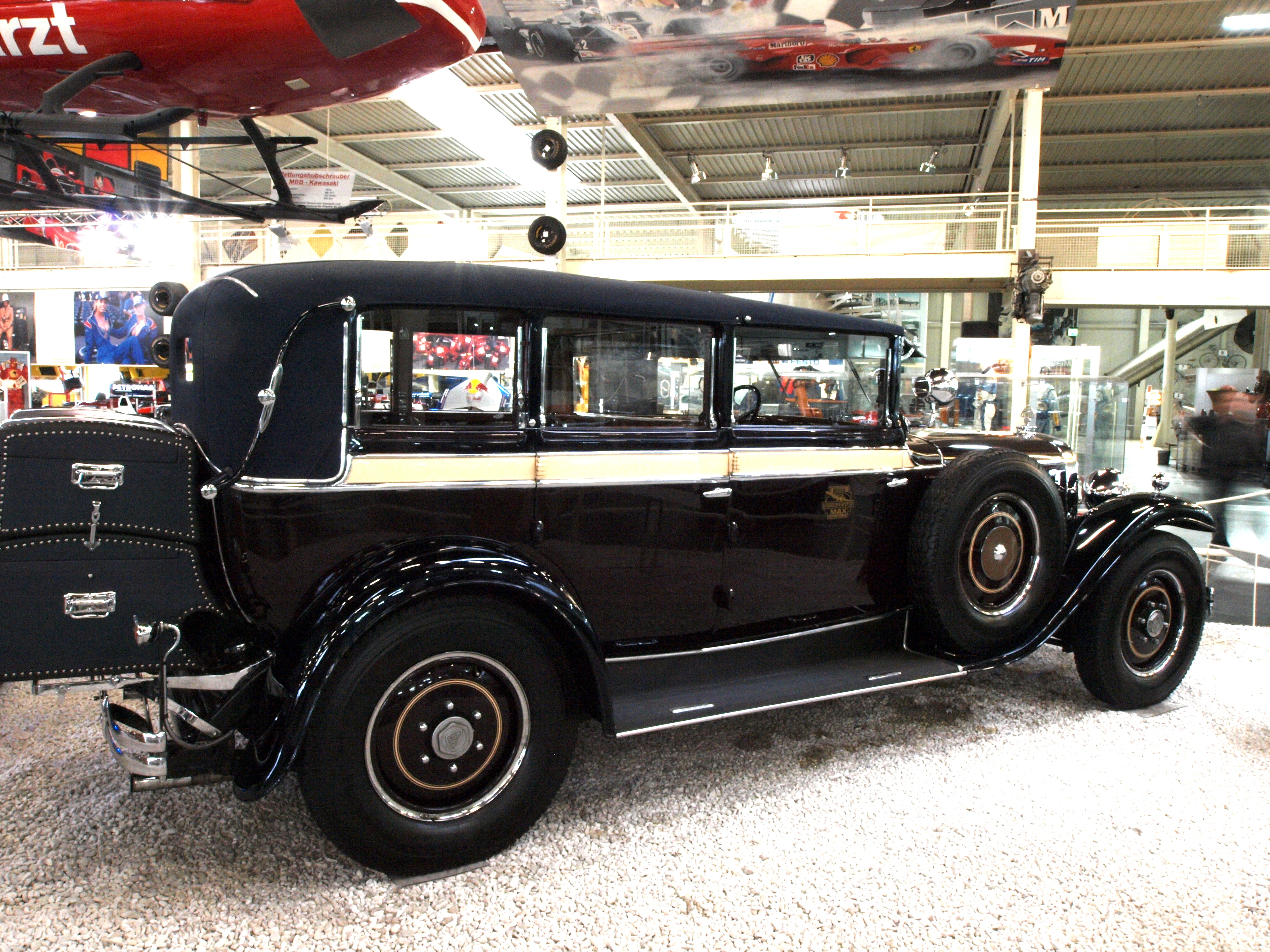
Седан